# Королівська прокламація 1763 року
Королівська прокламація 1763 року (англ. The Royal Proclamation of 1763) — документ, виданий королем Великої Британії Георгом III у 7 жовтня 1763 року. Прокламація слідувала за Паризькою мирною угодою, яка підтвердила перехід французьких колоній у Північній Америці до Великої Британії за результатами Семирічної війни. Складова Конституції Канади.

## Передумови

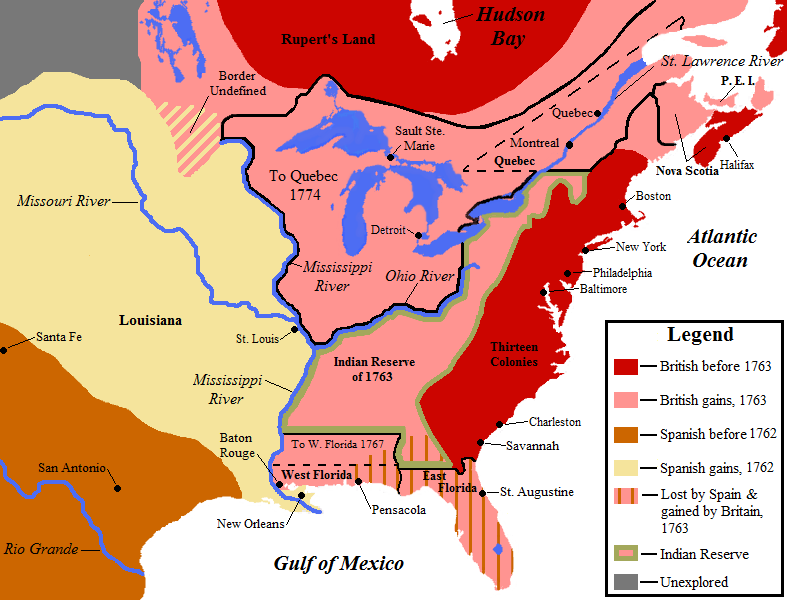
Територіальні зміни за Паризьким миром 1763 року

Бойові дії на північноамериканському театрі Семирічної війни та в рамках франко-індіанської війни завершилися укладенням Паризької мирної угоди 1763 року. За договором, усі французькі володіння на захід від Міссісіпі переходили до Іспанії, а на схід від річки і на південь від Землі Руперта — до Великої Британії. Іспанія та Британія отримали деякі острови у Карибському морі, а Франція залишила за собою Гаїті та Гваделупу.

## Умови
Прокламація 1763 року стосувалася управління колишніми французькими територіями у Північній Америці, які перейшли до Британії, а також регулювання експансії колоністів. Відповідно до документа було створено адміністративно-територіальні одиниці на кількох територіях: провінція Квебек, колонії Західна Флорида та Східна Флорида, група колоній на островах Карибського моря — Гренада, Тобаго, Сент-Вінсент та Домініка.

## Лінія кордону колоній
Королівська прокламація 1763 року визначила межі колоніальної експансії Великої Британії у Північній Америці. Території колишньої колонії Нова Франція на схід від Великих озер та річки Оттава і на південь від Землі Руперта було названо провінцією Квебек. Терени на північ від річки Сент-Джон на узбережжі півострова Лабрадор було передано колонії Ньюфаундленд. Землі на захід від Квебеку і на захід від лінії, що проходить по горах Аллеганах, проголошено індіанською резервацією, де колоністам було заборонено селитися.
Лінія прокламації не вважалася постійним кордоном між колоністами та індіанцями; її скоріше мали за тимчасовий кордон, який згодом може бути законно розширений. Також цю лінію можна було вільно перетнути. Терени басейнів річок, що впадали в Атлантичний океан, були місцем розселення колоністів, а тих, що впадали в Міссісіпі, — проживання індіанців. Королівська прокламація частково забороняла купівлю-продаж земель індіанців, що викликало проблеми в минулому. Усі майбутні покупки індіанських земель мали здійснюватися за участі представників Корони і тільки на зібраннях індіанців. Колоністам заборонили селитися на індіанських територіях, а колоніальним чиновникам — надавати землі в розпорядження приватним особам без дозволу короля. Спеціально створені земельні компанії просили надати їм землю, але король Георг III їм відмовив.
Британські колоністи й земельні спекулянти були проти прийняття прокламації, оскільки британський уряд уже призначив їм гранти на землю. Багато власники компаній в Огайо висловили свій протест губернатору Вірджинії, оскільки вони планували частково заселити ці території для розвитку бізнесу. За лінією прокламації вже було створено чимало поселень, деякі з них евакуювали під час повстання Понтіака 1763—1766 років, а крім того, чимало претензій на землю, які владі ще доведеться вирішити. Джордж Вашингтон та його солдати отримали землі за кордоном. Згодом американські колоністи об'єдналися із британськими спекулянтами, щоб просувати у парламенті рішення про відсунення кордону далі на захід.
Вимоги колоністів задовольнили, а лінію кордону скоригували відповідно до договорів із індіанцями. Перші два такі договори були укладені 1768 року; договір у форті Стенвікс регулював кордон із Конфедерацією ірокезів у Огайській землі, а Гард-Лейборський договір — із племенами черокі в Кароліні. 1770 року було укладено Лохаберський договір про кордон між черокі та Вірджинією. Ці договори зробили доступними для британської колонізації більшу частину сучасних штатів Кентуккі та Західна Вірджинія.

## Дії колоністів
Багато колоністів не погоджувалися із західною лінією, встановленою Прокламацією, що спричинило напруженість відносин між ними та корінними народами. У 1763—1766 роках відбулося повстання Понтіака — війна за участі індіанців, головно з району Великих озер, Іллінойської землі та землі Огайо, які не були задоволені повоєнною політикою британців у районі Великих озер після Семирічної війни. Вони змогли захопити велику кількість фортів на водних артеріях, залучених до регіональної торгівлі та експорту товарів до Британії. Лінія, запроваджена Прокламацією, зародилася на стадії ідеї ще до повстання Понтіака, але початок цього конфлікту прискорив прийняття лінії як закону.